# Валентин Кулев
Валентин Каролинов Кулев е български художник, преподавател в Педагогическия факултет към Шуменския университет. До 2009 година има: 20 самостоятелни изложби, 30 стенописа, 32 национални изложби, 30 международни изложби.

## Биография
Валентин Кулев е роден на 17 април 1949 година в град Добрич, България. Завършва специалност „Стенопис“ в Художествената академия „Н.Павлович“ - София, след това получава магистърска степен по „Теология“ в Шуменски университет „Епископ Константин Преславски“.

### Професионална кариера
Преди постъпването си в Шуменския университет преподава в СОУ „Сава Доброплодни“, Шумен. През 2001 година става доцент по изкуствознание. Работи в областта на графиката, стенописа, живописта, иконописта, малката пластика и рисунката.

## Награди
- Извънредна награда на МНО – за стенопис (1978)[1]
- Награда на Шумен – за живопис (1983)[1]
- Награда на Шумен – за графика (1984)[1]
- Награда на Шумен – за стенопис (1997)[1]
- Награда за графика от Международно биенале – графика – град Аиуд, Румъния (2009)[1]
- Грамоти и отличия от национални и международни изложби[1]
- Почетен гражданин на град Върбица, Шуменска област[1]